# Aqüeducte de Barcelona

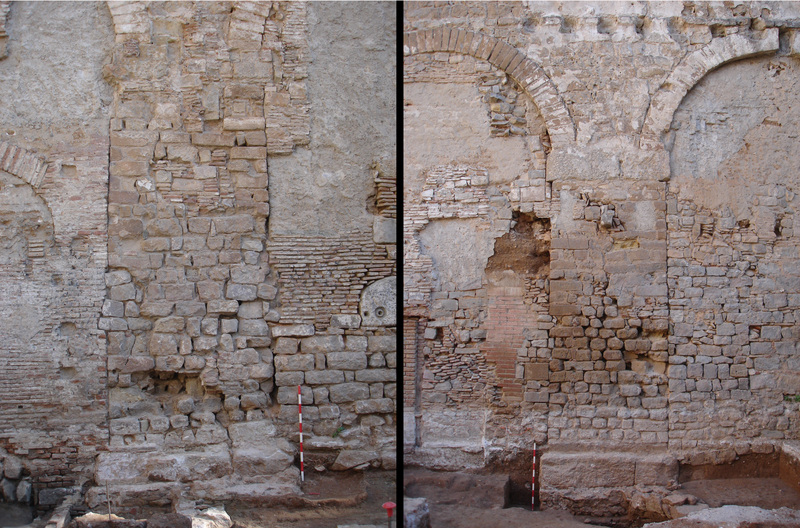
Vista de dos dels pilars de l'aqüeducte romà. Plaça del Vuit de Març, 2010

L'aqüeducte de Barcelona, anomenat del Besòs o de Montcada, era la conducció que feia arribar l'aigua a la ciutat durant l'època romana. Es va construir al llarg del segle i paral·lelament a la fundació de la colònia. És difícil assenyalar amb seguretat quan deixa de funcionar, tot i que al segle iv, quan es construeix el nou recinte emmurallat de la colònia, els aqüeductes continuen funcionant, així com la distribució interna de l'aigua.
Sembla que cap al segle iv hi ha una transformació urbana important a Bàrcino i es construeixen o remodelen noves domus d'elits urbanes. La majoria d'aquestes construccions disposen d'un conjunt termal i això porta a pensar que deuria haver-hi un cabal regular d'aigua a la ciutat. En el mateix sentit, cal destacar al llarg de l'antiguitat tardana la construcció de la piscina baptismal i d'un conjunt termal en relació al conjunt episcopal.
Segurament és vers el segle ix–x que l'aqüeducte deixa de funcionar i es comença a construir el Rec Comtal, fet que vindria donat per importants canvis organitzatius i socials. Així mateix el creixement extramurs de la ciutat la barriada (raval) al voltant de l'aqüeducte rebé el nom de Vilanova dels Arcs.

## Origen

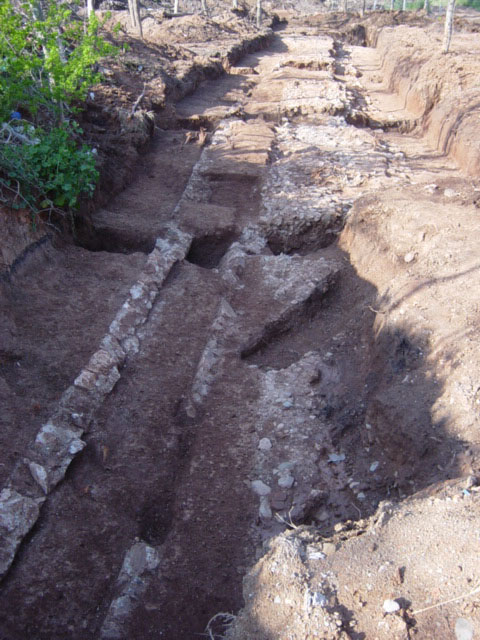
Vista general de l'aqüeducte de Montcada al carrer del Coronel Monasterio, 2004

El punt de captació de l'aigua és bàsic donada la importància que els romans donaven a la puresa de l'aigua. L'origen de l'aqüeducte de la colònia Iulia Augusta Faventia Barcino es troba a l'àrea de Montcada, propera al riu Besòs. Desconeixem tant l'indret exacte com el procés de captació però el més probable és que l'aigua no es recollís directament del riu sinó de surgències abundants i de qualitat (fontes), com passa a altres ciutats romanes: Emerita Augusta, Cesaraugusta, Toletum i Gades. La historiografia planteja com a punt d'inici de recorregut la mina de Montcada, que dona origen al Rec Comtal i que la bibliografia ha coincidit a caracteritzar com la font de les aigües transportades per l'aqüeducte nord-est de Bàrcino. Segurament hi havia una mena de presa o resclosa on s'acumularia l'aigua i des d'aquí s'iniciaria el recorregut de l'aqüeducte, traçat que en gran part era subterrani, cosa que ajudava a la regulació del pendent i a la millor conservació de l'aigua.

## Recorregut
La dada documental que fa referència a la zona més propera de l'inici del recorregut de l'aqüeducte ens porta a l'àrea del turó de Sant Joan, concretament al torrent de Tapioles, on un document datat el 987 pertanyent al Cartulari de Sant Cugat del Vallès (foli 344, doc. 981) esmenta una “ipsa Aquaria antiqua vel in via”. Aquesta via, juntament amb la que ressegueix el traçat de l'aqüeducte, es pot identificar amb la strada francigena o via Francisca que, en aquest tram pot identificar-se amb el ramal de la via Augusta que uneix el Vallès amb el pla de Barcelona pel coll de Finestrelles. L'única evidència arqueològica que podria correspondre a un primer tram del traçat de l'aqüeducte romà és la documentada a la intervenció al carrer Coronel Monasterio 6-16 on es va localitzar una canalització d'opus signinum que cobria una distància de 90 m.
Pel que fa a la documentació escrita i historiogràfica que ens permet reconstruir part del recorregut de la conducció, cal destacar que tant Carbonell com Pujades indiquen l'existència de restes entre el camí de Sant Adrià i el d'Horta. Pujades, així mateix, documenta un altre tram d'aqüeducte a prop del Molí del Clot. Un altre document referent a l'aqüeducte recull la presència d'arcs antics a les proximitats del Coll de la Celada, dada que coincideix amb la situació del punt anterior, és a dir, a la divisió entre el camí d'Horta i el de Sant Adrià. Aquest escrit, però, aporta una dada d'interès: relaciona la situació de les restes de l'aqüeducte amb el traçat de l'anomenada via Francisca, que correspondria, en aquest punt, a l'antiga via Augusta tal com la documenta Palet. A finals del segle xviii Bosarte encara constata l'existència de restes de l'aqüeducte en aquesta àrea.

### Ciutat Vella
A mesura que ens atansem al districte de Ciutat Vella de Barcelona les dades arqueològiques i documentals són més nombroses. Des de la zona del Portal Nou, per on el Rec Comtal entrava a la ciutat, l'aqüeducte romà menava cap al costat oriental de Sant Pere de les Puelles, des d'on continuava aproximadament pel carrer de Sant Pere més Alt, concretament per les proximitats del convent de Sant Francesc de Paula (que coincidiria amb l'actual Palau de la Música). El traçat continuaria per les proximitats del Palau Comtal menor, al carrer dels Arcs de Jonqueres, avui desaparegut, fins a l'actual Via Laietana. La conducció seguiria pels carrers Jonqueres i Magdalenes, on existeixen evidències documentals del pas de l'aqüeducte per les proximitats del convent de les Magdalenes, més concretament a la Volta de l'Heure, entre els actuals carrers de Montsió i Magdalenes. Al mateix indret s'han documentat restes arqueològiques, ens referim a l'excavació de la base d'un pilar d'una de les arcades d'aquest aqüeducte al número 25 del carrer Magdalenes.
A partir d'aquest punt és fàcil reconstruir el recorregut. A la plaça 8 de març no solament tenim la conservació integra de quatre arcades de l'aqüeducte romà i els seus pilars corresponents, sinó també la canalització que aquestes sustenten amb l'specus per on lliscava l'aigua. Així mateix el trànsit de l'aqüeducte pel carrer de Capellans es troba documentat per Pere Miquel Carbonell el 1547, per Jeroni Pujades el 1609 i per Isidoro Bosarte el 1786. Sembla que es va mantenir fins, almenys, la primera meitat del segle xix quan Ceán Bermúdez, el 1832, parla dels fragments d'un aqüeducte a l'entrada del carrer Capellans. Francesc de Paula Cardoner, assenyala l'existència d'arcades de les mateixes característiques que les de l'aqüeducte, a l'interior de l'antiga casa on, posteriorment, es va construir la seu del Col·legi d'Arquitectes, a la plaça Nova, les quals van desaparèixer amb el seu enderroc, fet també confirmat per Fernández Casado.

## Bifurcació
A partir d'aquest indret fins a l'entrada de l'aqüeducte a la ciutat per la porta de la muralla romana a l'actual plaça Nova, l'arqueologia ha documentat la presència de dues conduccions paral·leles: s'han excavat les fonamentacions de cinc pilars de dos aqüeductes, de modulació i construcció molt similar a les arcades documentades a la plaça 8 de març. Les dues conduccions entren dins la ciutat pel costat de la porta de la muralla i les seves seccions poden ser observades a l'interior de la Casa de l'Ardiaca. 

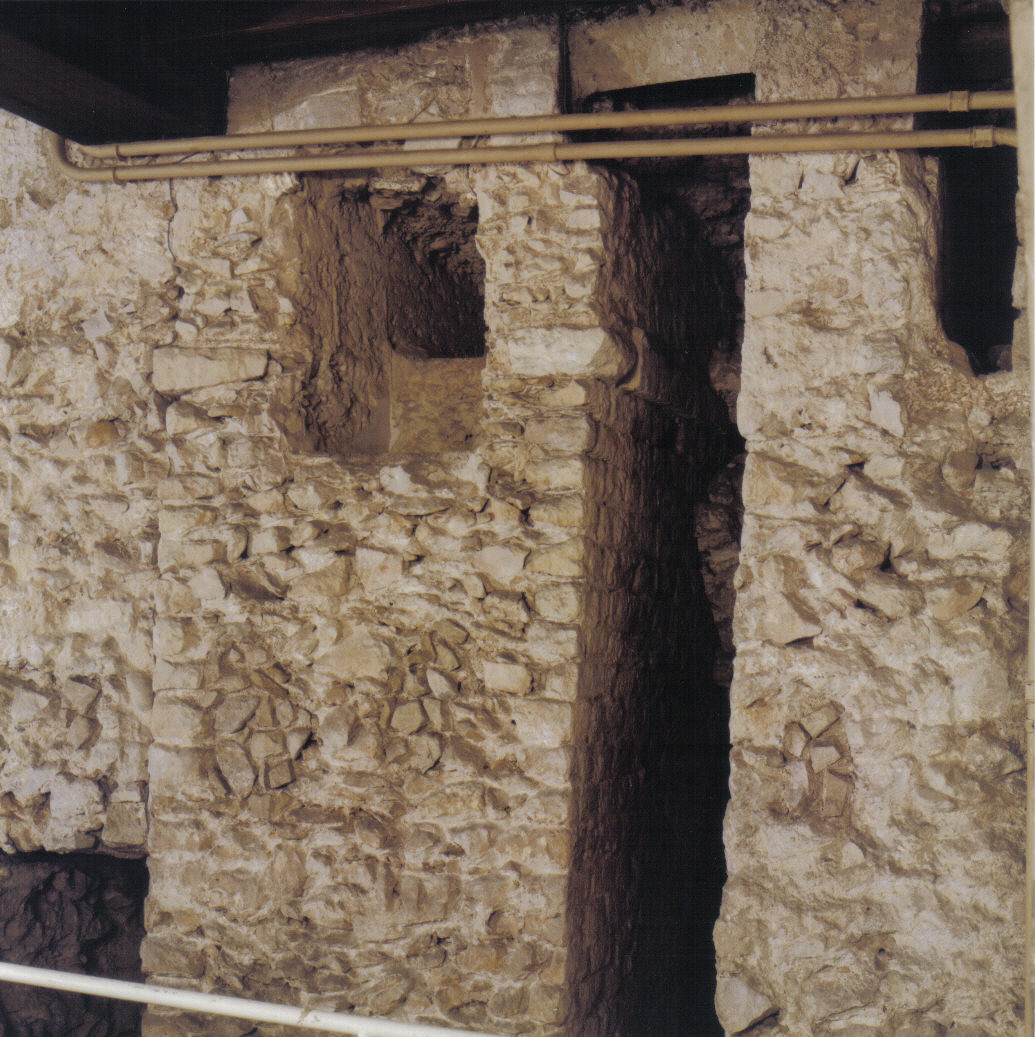
Detall dels canals dels dos aqüeductes dins de la casa de l'Ardiaca

Fins ara aquestes dues canals havien estat interpretades com a dos aqüeductes contemporanis, però amb traçats diferenciats: un menava l'aigua des de Montcada, l'altre des de la Serra de Collserola. Actualment es creu que només hi havia un aqüeducte que portava l'aigua des de Montcada, i que en un lloc proper a l'actual Col·legi d'Arquitectes es bifurcava, convertint-se en dues conduccions. Deixant a part les impossibilitats tècniques, una de les indicacions que més clarament desmenteix que una de les canals descobertes a la Casa de l'Ardiaca portava aigües de Collserola és que les dues es troben completament lliures de concrecions de carbonats.
Aquestes concrecions, conegudes com a pedritja, eren causa de constant reparació de les canonades que portaven aigua de Collserola segons la documentació d'època medieval i moderna i, per tant, resulta impossible que si alguna de les canals de Casa de l'Ardiaca hagués portat aigua de Collserola es trobés lliure d'aquestes.
Aquesta bifurcació de l'aqüeducte no és un cas únic. Bifurcacions d'aquest tipus han estat també documentades, per exemple, a l'aqüeducte de Forum Juli a Fréjus, on hi ha dues línies d'arcades paral·leles al tram d'Escoffier. I un altre exemple es pot trobar a l'aqüeducte d'Arles, que presenta una desviació per tal de fer funcionar una sèrie de molins a l'ager de la ciutat.
Un tret característic del sistema hidràulic de les ciutats romanes és que l'aqüeducte finalitzava a les proximitats de la ciutat en un dipòsit que servia de decantador i airejador de l'aigua, anomenant contectis piscines, del qual podien sortir diverses canalitzacions que anaven a un o més dipòsits de derivació, castellum divisorium. Això ens porta a apuntar que, malgrat no haver-se localitzat, l'aqüeducte arribés a un dipòsit o piscina de decantació passat el carrer Capellans per tal que l'aigua eliminés les impureses. A partir d'aquest dipòsit sortirien dues canalitzacions sobre arcades per tal de conservar el pendent per entrar l'aigua a la ciutat. Els dipòsits normalment eren elevats, com les actuals torres d'aigua de la xarxa medieval i moderna de Barcelona.